# Paragomphus capitatus
Paragomphus capitatus – gatunek ważki z rodziny gadziogłówkowatych (Gomphidae).